# دير مارجرجس (القدس)
دير مار جرجس دير أثري للأقباط الأرثوذكس يعود تاريخه إلى العصر العثماني في فلسطين. يقع داخل أسوار البلدة القديمة لمدينة القدس، في حارة الأرمن وعلى مقربة من باب الخليل. شُيد الدير في القرن السابع عشر، وقد ألحقت به مدرسة تعرف باسم مدرسة القديسة دميانة. يوجد في الدير كنيسة. وقد تم تسميته نسبةً إلى القديس جرجس (الخضر).